# Неманья Недович
Неманья Недович (серб. Немања Недовић, нар. 16 червня 1991) — сербський баскетболіст, срібний призер Олімпійських ігор 2016 року.

## Виступи на Олімпіадах
| Олімпіада           | Дисципліна | Місце |
| ------------------- | ---------- | ----- |
| Ріо-де-Жанейро 2016 | баскетбол  | 2     |

## Зовнішні посилання
- Неманья Недович — олімпійська статистика на сайті Sports-Reference.com (англ.) (архівна версія)